# Pyrois gallica
Pyrois gallica là một loài bướm đêm trong họ Noctuidae.